# Борха Гомес
Борха Гомес (ісп. Borja Gómez, нар. 14 травня 1988, Мадрид, Іспанія) — іспанський футболіст, захисник.

## Ігрова кар'єра
Народився 14 травня 1988 року в Мадриді. Вихованець футбольної школи клубу «Реал Мадрид».
У дорослому футболі дебютував 2007 року виступами за «Алькоркон», в якому провів три сезони, взявши участь у 86 матчах чемпіонату. Більшість часу, проведеного у складі «Алькоркона», був основним гравцем захисту команди.
Своєю грою за цю команду привернув увагу представників тренерського штабу клубу «Райо Вальєкано», до складу якого приєднався влітку 2010 року. Відіграв за мадридський клуб один сезон своєї ігрової кар'єри.
В березні 2011 року підписав контракт з львівськими «Карпатами». В Прем'єр-лізі дебютував 3 квітня 2011 року в матчі проти луцької «Волиці» (3:0), в якому відіграв усю гру. Після цього став основним захисником «левів» і за рік зіграв 25 матчів в чемпіонаті, два у національному кубку (1 гол) і чотири у Лізі Європи.
14 січня 2012 року футболіст перейшов в оренду на півроку в клуб іспанської Прімери «Гранаду». За підсумками сезону 2011/12 «Гранада» посіла 17 місце, набравши 42 очки, тим самим набравши на 1 очко більше, ніж «Вільярреал» і це дозволило клубу залишитися в Ла Лізі. Борха Гомес зіграв у 19 матчах і став основним гравцем команди. У червні 2012 року «Гранада» скористалася опцією купівлі контракту Гомеса за 800 000 євро. З клубом Борха підписав чотирирічний контракт. 
Проте в новому сезоні 2012/13 Борха втратив місце в основі і став рідко залучатись до матчів. Через це з літа 2013 року виступав на правах оренди за команду Сегунди «Еркулес». Гомес встиг провести за «Еркулес» лише десять матчів у Сегунді і два в кубку Іспанії, після чого отримав травму коліна і не грав. З вересня 2014 року також на правах оренди виступав за клуб Сегунди «Луго».
Влітку 2015 року на правах вільного агента підписав контракт з новачком Сегунди клубом «Реал Ов'єдо».